# Santo André de Poiares

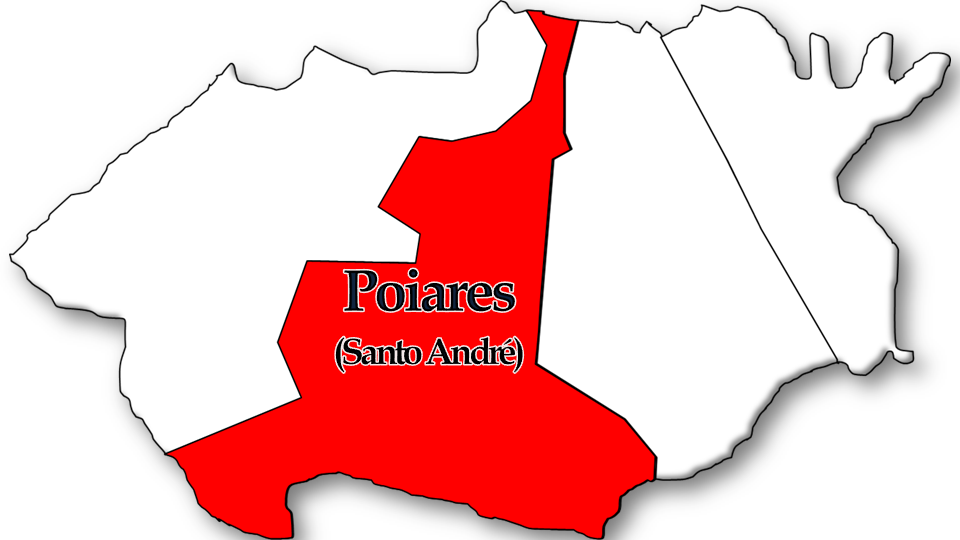
Localização no Município de Vila Nova de Poiares

Santo André de Poiares, oficialmente Poiares (Santo André), é uma freguesia portuguesa do município de Vila Nova de Poiares, com 27,80 km² de área e 4111 habitantes (censo de 2021) A sua densidade populacional é 147,9 hab./km²

## Demografia
A população registada nos censos foi:
| Distribuição da População por Grupos Etários | Distribuição da População por Grupos Etários | Distribuição da População por Grupos Etários | Distribuição da População por Grupos Etários | Distribuição da População por Grupos Etários |
| -------------------------------------------- | -------------------------------------------- | -------------------------------------------- | -------------------------------------------- | -------------------------------------------- |
| Ano                                          | 0-14 Anos                                    | 15-24 Anos                                   | 25-64 Anos                                   | > 65 Anos                                    |
| 2001                                         | 666                                          | 487                                          | 1932                                         | 643                                          |
| 2011                                         | 710                                          | 443                                          | 2361                                         | 792                                          |
| 2021                                         | 487                                          | 448                                          | 2201                                         | 975                                          |

## Património
- Paços do Concelho
- Igreja Matriz
- Capela de Nossa Senhora das Preces
- Capela de Nossa Senhora das Necessidades